# Коршево (Воронежская область)
Коршево — село в Бобровском районе Воронежской области России. Находится на берегу реки Битюг.
Административный центр Коршевского сельского поселения.

## Население
| 1859  | 1897  | 1997  | 2000  | 2005  | 2010  | 2012  | 2013  | 2014  |
| ----- | ----- | ----- | ----- | ----- | ----- | ----- | ----- | ----- |
| 6204  | ↗7027 | ↘1997 | ↗2215 | ↘2181 | ↘2004 | ↘1977 | ↘1917 | ↘1835 |
| 2015  | 2016  | 2017  | 2018  | 2019  | 2020  | 2021  |       |       |
| ↗1898 | ↗1989 | ↗2021 | ↘1997 | ↘1978 | ↗2008 | ↗2010 |       |       |

## Достопримечательности
На Советской улице находится дом культуры Колхоза имени В. И. Ленина, типичный для сёл постсоветского пространства. А также в селе находится Вознесенская церковь.
В Коршево родился Алексей Сергеевич Суворин — русский журналист, издатель, писатель, театральный критик и драматург.

## География
Улицы
| - ул. Калинина, - ул. Карла Маркса, - ул. Колхозная, - ул. Красная, - ул. Кузнечная, - ул. Ленинская, - ул. Молодёжная, - ул. Набережная, | - ул. Октябрьская 1-я, - ул. Октябрьская 2-я, - ул. Первомайская, - ул. Подлесная, - ул. Пролетарская, - ул. Советская, - ул. Суворина, - ул. Шарапова. |